# Plectrophora triquetra
Plectrophora triquetra är en orkidéart som först beskrevs av Robert Allen Rolfe, och fick sitt nu gällande namn av Célestin Alfred Cogniaux. Plectrophora triquetra ingår i släktet Plectrophora och familjen orkidéer. Inga underarter finns listade i Catalogue of Life.